# Camill Hoffmann
Camill Hoffmann (también escrito Kamil Hoffmann; Kolín, (Imperio Austrohúngaro, actualmente República Checa), 31 de octubre de 1878-campo de exterminio de Auschwitz (Polonia), octubre de 1944) fue un diplomático y escritor checoslovaco de ascendencia judía.

## Biografía
Nacido en 1878 en la ciudad de Kolín (Bohemia). Defensor convencido del nacionalismo checoslovaco, Hoffmann accedió al cuerpo diplomático como agregado cultural en Berlín. Cuando el creciente poder del partido Nazi se hizo cada vez más beligerante, Hoffmann comenzó a utilizar su influencia política y sus conexiones para ayudar a los judíos alemanes, incluyendo al hijo de León Trotski, a quien ayudó a huir de Berlín.
Durante 1939 se movilizó en favor de Max Brod, amigo y albacea literario de Franz Kafka. Hoffmann fue requerido para intentar rescatar los escritos de Kafka y la correspondencia personal del escritor confiscada a su esposa Dora Diamant por la Gestapo. Sin embargo, no fue posible, y estos documentos permanecen perdidos, aunque la Universidad Estatal de San Diego mantiene todavía abierto el «Kafka Project» para intentar localizarlos.
El diario de su época como diplomático, «Politicky Denik» (traducido como «Los Diarios Políticos de Camill Hoffmann de 1932 a 1939»), ha sido recientemente publicado en checo.
Hoffmann murió en el campo de exterminio de Auschwitz en octubre de 1944.

## Obra literaria
Sus poemas están caracterizados por su depurado estilo. El célebre escritor Stefan Zweig cita en términos elogiosos «El Adagio de su amigo Camill Hoffmann» en su correspondencia con Hermann Hesse.
- Adagio stiller Abende, 1902
- Die Vase, 1911
- Deutsche Lyrik aus Österreich, 1911
- Briefe der Liebe, 1913
- Glocken meiner Heimat, 1936.
- Politisches Tagebuch 1932-1939. Hrsgg. und kommentiert von Dieter Sudhoff, Alekto-Verlag. Klagenfurt 1995 (Edition Mnemosyne 4) ISBN 3-900743-90-8